# DoorDash
DoorDash Inc. is een Amerikaanse internetdienst op het gebied van maaltijdbezorging.

## Geschiedenis
DoorDash werd in 2013 opgericht door de Stanford University-alumni Andy Fang, Evan Moore, Stanley Tang, Tony Xu.
Het bedrijf kreeg op 9 december 2020 een notering aan de New York Stock Exchange. Met de beursgang werd bijna US$ 3,4 miljard  opgehaald.
In 2021 was DoorDash de grootste maaltijdbezorger in de Verenigde Staten, met een marktaandeel van 55%. Daarnaast was de onderneming actief in Canada en Australië.
Op 9 november 2021 kondigde DoorDash de overname aan van de Finse maaltijdbezorger Wolt Enterprises Oy voor ongeveer € 7 miljard, waardoor de onderneming actief is geworden op de Europese markt. Na de overname van Wolt is DoorDash actief in 27 landen.
DoorDash deed 5 april 2025 een bod op Britse maaltijdbezorgbedrijf Deliveroo ter waarde van 2,7 miljard pond (US$ 3,6 miljard). In 2024 had DoorDash al interesse getoond in een overname, maar de gesprekken eindigden na meningsverschillen over de waardering. Een deal tussen de twee bedrijven zal de aanwezigheid van DoorDash in Europa verstevigen.